# Gunn Margit Andreassen

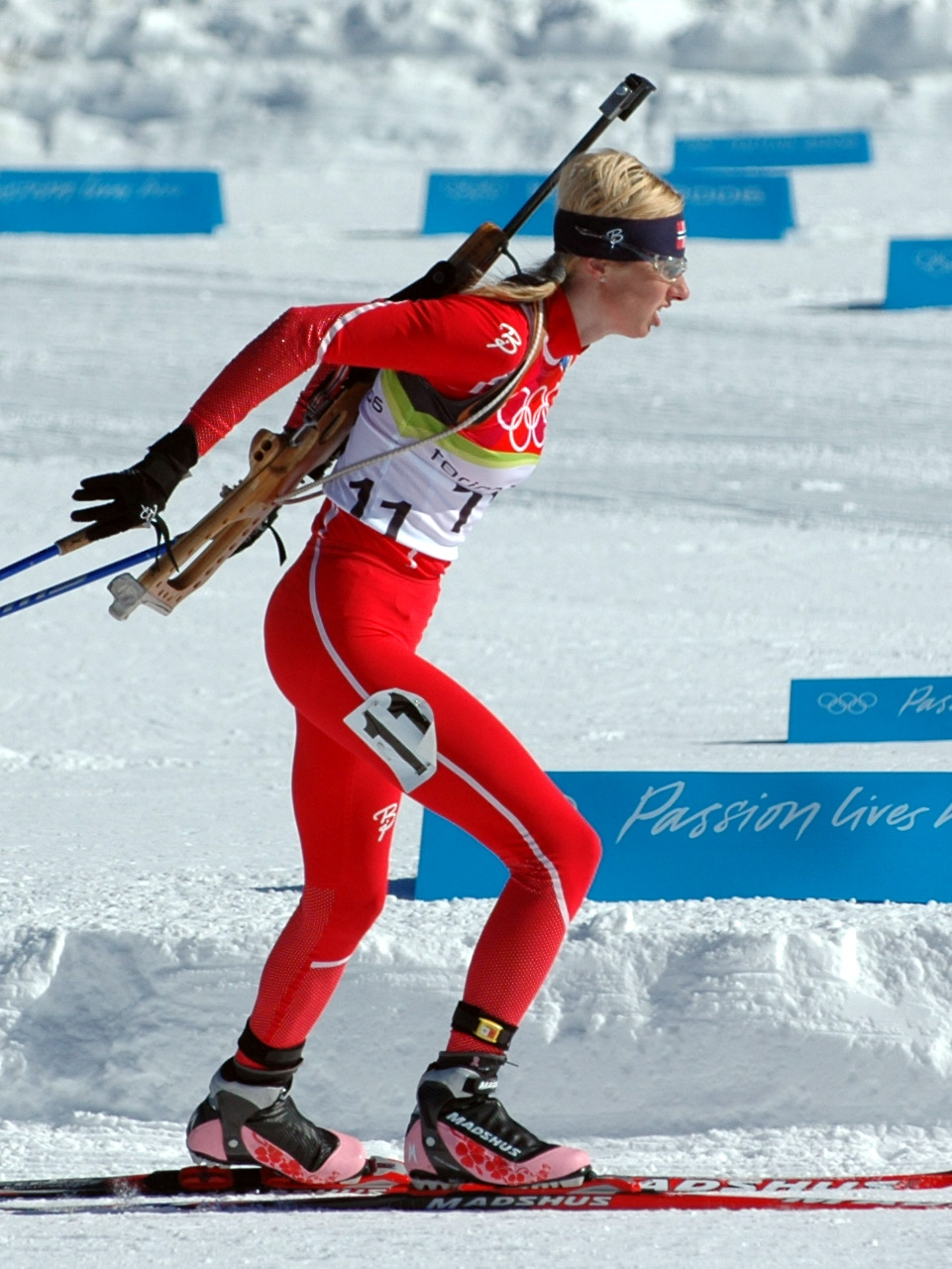
Gunn Margit Andreassen bei den Olympischen Winterspielen 2006

Gunn Margit Andreassen (* 23. Juli 1973 in Kristiansand) ist eine ehemalige norwegische Biathletin.
Gunn Margit Andreassen gewann bei den Olympischen Winterspielen 1998 in Nagano Bronze und 2002 in Salt Lake City Silber mit der Staffel.
Bei Biathlon-Weltmeisterschaften gewann sie drei Goldmedaillen mit norwegischen Staffeln bzw. Mannschaften. Ihre erste und einzige Einzelmedaille holte sie mit der Bronzemedaille im Einzelrennen der Biathlon-Weltmeisterschaften 2003 in Chanty-Mansijsk.
Ein Weltcupsieg gelang Gunn Margit Andreassen nie, ihre besten Platzierungen waren zwei zweite und drei dritte Plätze.
Im Dezember 2004 bekamen sie und ihr Lebensgefährte Frode Andresen einen Sohn. Im August 2008 kam der zweite Sohn zur Welt.

## Erfolge
- Olympische Winterspiele:
  - 1998: 1× Bronze (Staffel)
  - 2002: 1× Silber (Staffel)

- Weltmeisterschaften:
  - 1995: 1× Gold (Mannschaft), 1× Bronze (Staffel)
  - 1997: 1× Gold (Mannschaft), 1× Silber (Staffel)
  - 2003: 1× Bronze (Einzel)
  - 2004: 1× Gold (Staffel)

## Biathlon-Weltcup-Platzierungen
Die Tabelle zeigt alle Platzierungen (je nach Austragungsjahr einschließlich Olympische Spiele und Weltmeisterschaften).
- 1.–3. Platz: Anzahl der Podiumsplatzierungen
- Top 10: Anzahl der Platzierungen unter den ersten zehn (einschließlich Podium)
- Punkteränge: Anzahl der Platzierungen innerhalb der Punkteränge (einschließlich Podium und Top 10)
- Starts: Anzahl gelaufener Rennen in der jeweiligen Disziplin

| Platzierung                               | Einzel | Sprint | Verfolgung | Massenstart | Team | Staffel | Gesamt |
| ----------------------------------------- | ------ | ------ | ---------- | ----------- | ---- | ------- | ------ |
| 1. Platz                                  |        |        |            |             | 1    | 8       | 9      |
| 2. Platz                                  | 1      |        | 1          |             |      | 7       | 9      |
| 3. Platz                                  | 1      | 2      |            |             |      | 9       | 12     |
| Top 10                                    | 8      | 14     | 16         | 8           | 1    | 47      | 94     |
| Punkteränge                               | 29     | 53     | 47         | 21          | 1    | 47      | 198    |
| Starts                                    | 50     | 93     | 56         | 21          | 1    | 47      | 268    |
| Stand: Daten möglicherweise unvollständig |        |        |            |             |      |         |        |